# Nécropole de la maison de Hesse-Darmstadt à Rosenhöhe

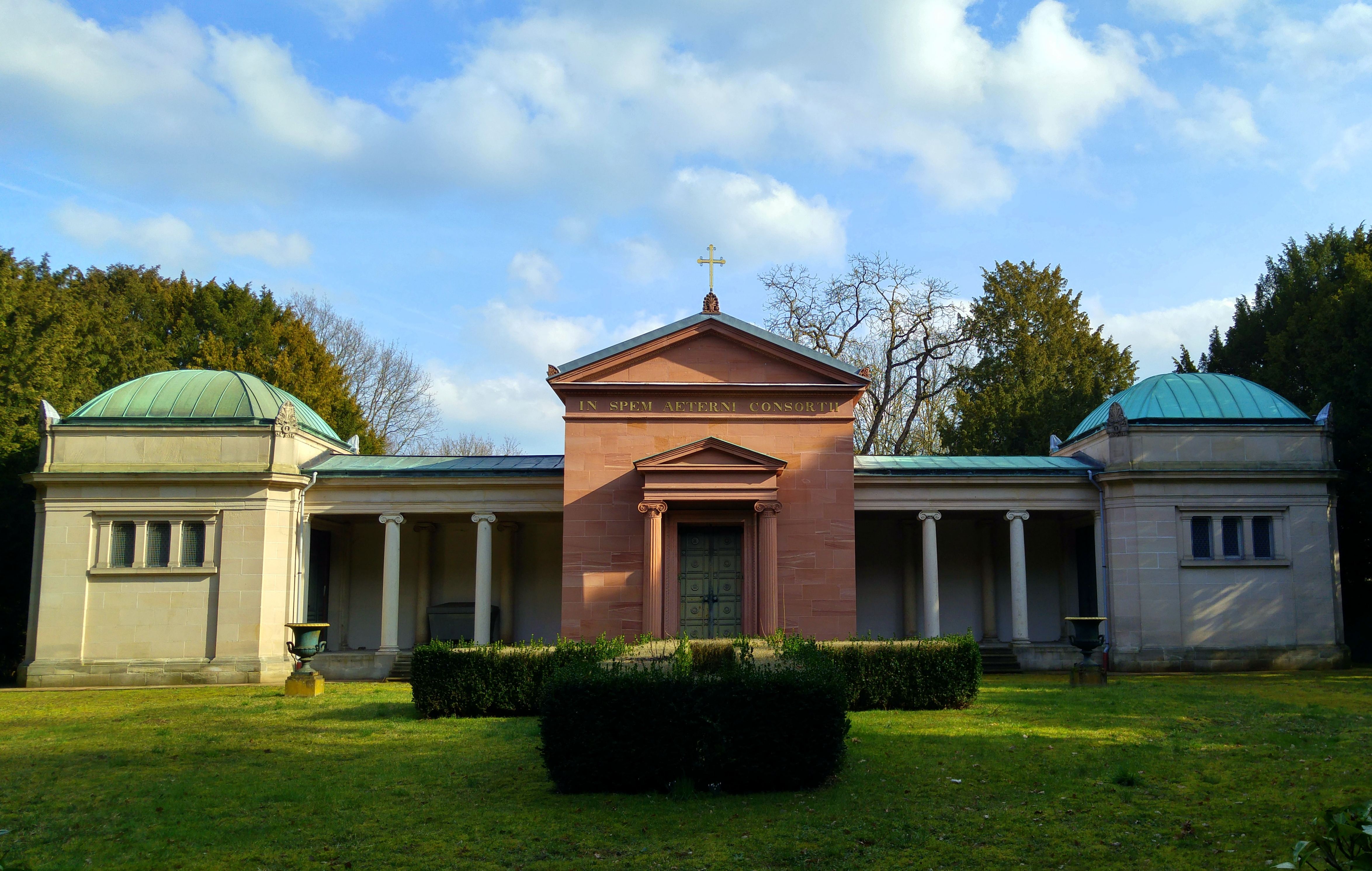
L'ancien mausolée grand-ducal.

La nécropole de la maison de Hesse-Darmstadt à Rosenhöhe est un ensemble de monuments funéraires dispersés dans le parc de Rosenhöhe, à Darmstadt, en Hesse.
L'ancien mausolée grand-ducal (de) a été construit en 1826 pour une fille de la grande-duchesse Wilhelmine de Bade morte prématurément. Après l'achèvement du nouveau mausolée grand-ducal (de) en 1910, le grand-duc Ernest-Louis de Hesse y rapatrie les tombeaux de sa famille, auparavant inhumés dans l'église évangélique de Darmstadt. Finalement, des tombes disposées en extérieur abritent les membres de la famille grand-ducale de Hesse décédés après la Première Guerre mondiale.

## Liste des personnes inhumées dans la nécropole

### Ancien mausolée grand-ducal
L'ancien mausolée grand-ducal (de) contient douze cercueils. Y sont inhumés :
- Élisabeth de Hesse-Darmstadt, princesse de Hesse (20 mai 1821 – 27 mai 1826) (fille de la grande-duchesse Wilhelmine de Bade)
- Louise de Hesse-Darmstadt, grande-duchesse de Hesse (15 février 1761 – 24 octobre 1829) (épouse du grand-duc Louis Ier de Hesse)
- Louis Ier de Hesse, grand-duc de Hesse (14 juin 1753 – 6 avril 1830) (fils du landgrave Louis IX de Hesse-Darmstadt)
- Wilhelmine de Bade, grande-duchesse de Hesse (10 septembre 1788 – 27 janvier 1836) (épouse du grand-duc Louis II de Hesse)
- Louis II de Hesse, grand-duc de Hesse (26 décembre 1777 – 16 juin 1848) (fils du grand-duc Louis Ier de Hesse)
- Émile de Hesse-Darmstadt, prince de Hesse (3 septembre 1790 – 30 avril 1856) (fils du grand-duc Louis Ier de Hesse)
- Georges de Hesse-Darmstadt (de), prince de Hesse (31 août 1780 – 17 avril 1856) (fils du grand-duc Louis Ier de Hesse)
- Louis III de Hesse, grand-duc de Hesse (9 juin 1806 – 13 juin 1877) (fils du grand-duc Louis II de Hesse)
- Charles de Hesse-Darmstadt, prince de Hesse (23 avril 1809 – 20 mars 1877) (fils du grand-duc Louis II de Hesse)
- Élisabeth de Prusse, princesse de Hesse (18 juin 1815 – 21 mars 1885) (épouse du prince Charles de Hesse-Darmstadt)
- Guillaume de Hesse-Darmstadt, prince de Hesse (16 novembre 1845 – 24 mai 1900) (fils du prince Charles de Hesse-Darmstadt)
- Henri de Hesse-Darmstadt, prince de Hesse (28 novembre 1838 – 16 septembre 1900) (fils du prince Charles de Hesse-Darmstadt)

### Nouveau mausolée grand-ducal
Non loin de l'ancien mausolée se trouve le nouveau mausolée grand-ducal (de). Y sont inhumés :
- Frédéric de Hesse-Darmstadt, prince de Hesse (7 octobre 1870 – 29 mai 1873) (fils du grand-duc Louis IV de Hesse)
- Marie de Hesse-Darmstadt, princesse de Hesse (24 mai 1874 – 16 novembre 1878) (fille du grand-duc Louis IV de Hesse)
- Alice du Royaume-Uni, grande-duchesse de Hesse (25 avril 1843 – 14 décembre 1878) (épouse du grand-duc Louis IV de Hesse)
- Louis IV de Hesse, grand-duc de Hesse (1837-1892) (fils du prince Charles de Hesse-Darmstadt)

### Tombes de la famille d'Ernest-Louis de Hesse
À une courte distance du nouveau mausolée se trouvent trois tombes dans lesquelles sont enterrés plusieurs membres de la famille du grand-duc Ernest-Louis de Hesse.
Dans une tombe en terre, ornée d'une statue d'ange aux ailes déployées, réalisée par le sculpteur Ludwig Habich (de), repose :
- Élisabeth de Hesse-Darmstadt, princesse de Hesse (11 mars 1895 – 16 novembre 1903) (fils du grand-duc Ernest-Louis de Hesse et de sa première épouse, la princesse Victoria-Mélita de Saxe-Cobourg-Gotha)

Dans une grande fosse commune, marquée par une haute croix en grès, sont enterrés le grand-duc Ernest-Louis, décédé en 1937, et les membres de sa famille ayant péri quelques semaines plus tard, dans l'accident aérien du 16 novembre 1937 à Ostende :
- Ernest-Louis de Hesse, grand-duc de Hesse (25 novembre 1868 – 9 octobre 1937) (fils du grand-duc Louis IV de Hesse)
- Éléonore de Solms-Hohensolms-Lich, grande-duchesse de Hesse (17 septembre 1871 – 16 novembre 1937) (seconde épouse du grand-duc Ernest-Louis de Hesse)
- Georges-Donatus de Hesse-Darmstadt, grand-duc titulaire de Hesse (8 novembre 1906 – 16 novembre 1937) (fils du grand-duc Ernest-Louis de Hesse)
- Cécile de Grèce, grande-duchesse titulaire de Hesse (22 juin 1911 – 16 novembre 1937) (épouse du grand-duc Georges-Donatus de Hesse-Darmstadt, fille du prince André de Grèce)
- Louis de Hesse-Darmstadt, grand-duc héréditaire de Hesse (25 octobre 1931 – 16 novembre 1937) (fils du grand-duc Georges-Donatus de Hesse-Darmstadt)
- Alexandre de Hesse-Darmstadt, prince de Hesse (14 avril 1933 – 16 novembre 1937) (fils du grand-duc Georges-Donatus de Hesse-Darmstadt)

La fille du grand-duc Georges-Donatus et de la grande-duchesse Cécile, adoptée par le prince Louis de Hesse-Darmstadt et son épouse Margaret Campbell Geddes après l'accident aérien de 1937, a été inhumée à l'écart de cette fosse commune :
- Jeanne de Hesse-Darmstadt, princesse de Hesse (20 septembre 1936 – 14 juin 1939) (fille du grand-duc Georges-Donatus de Hesse-Darmstadt)

Enfin, une autre tombe en terre abrite les restes de :
- Louis de Hesse-Darmstadt, prince de Hesse (20 novembre 1908 – 30 mai 1968) (fils du grand-duc Ernest-Louis de Hesse)
- Margaret Campbell Geddes, princesse de Hesse (18 mars 1913 – 26 janvier 1997) (épouse du prince Louis de Hesse-Darmstadt)

Les tombes des membres de la famille grand-ducale décédés au XXe siècle sont entretenues depuis que la ville de Darmstadt a repris le parc de Rosenhöhe.

## Galerie d'images

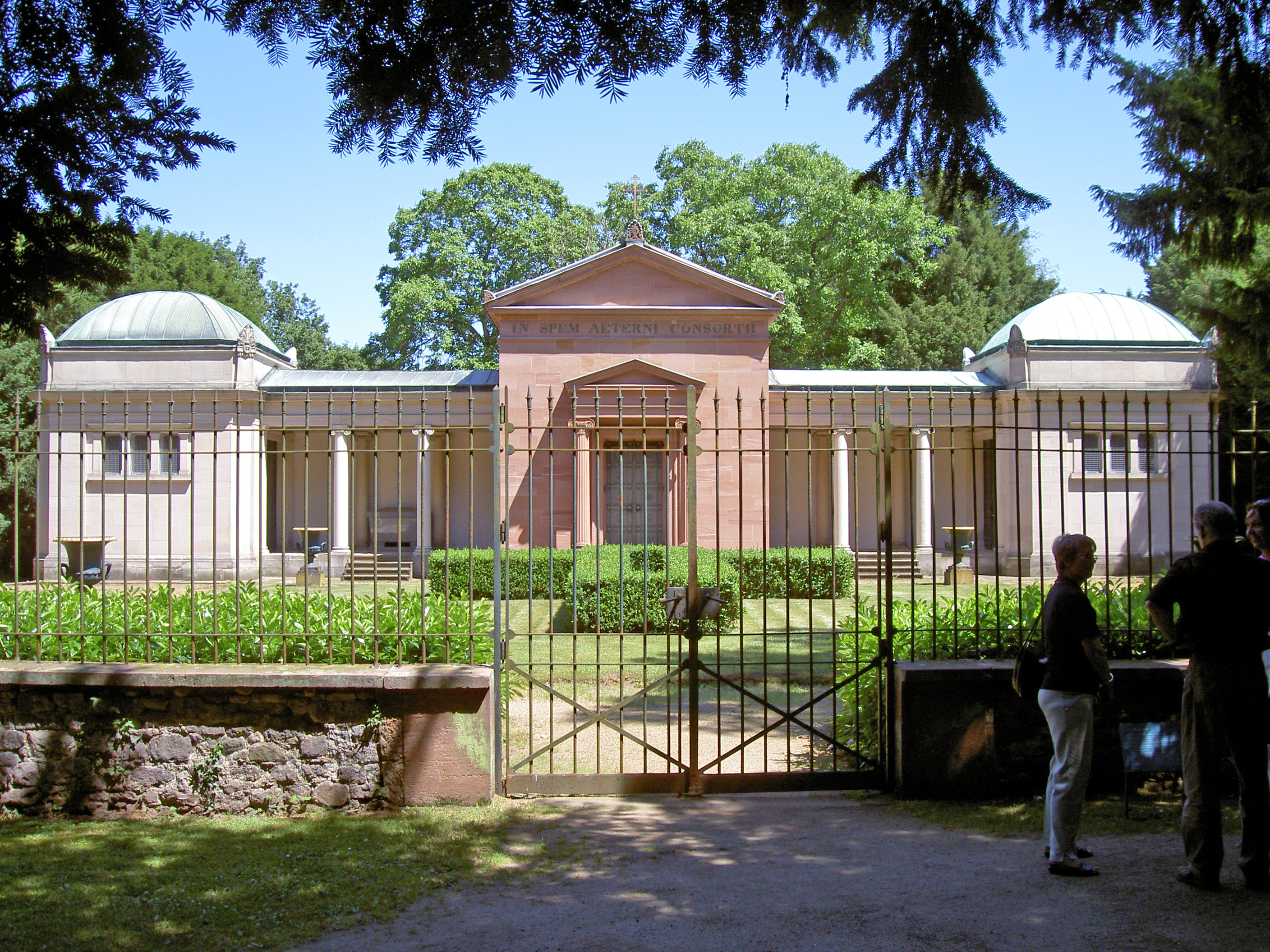
Vue de l'ancien mausolée grand-ducal.
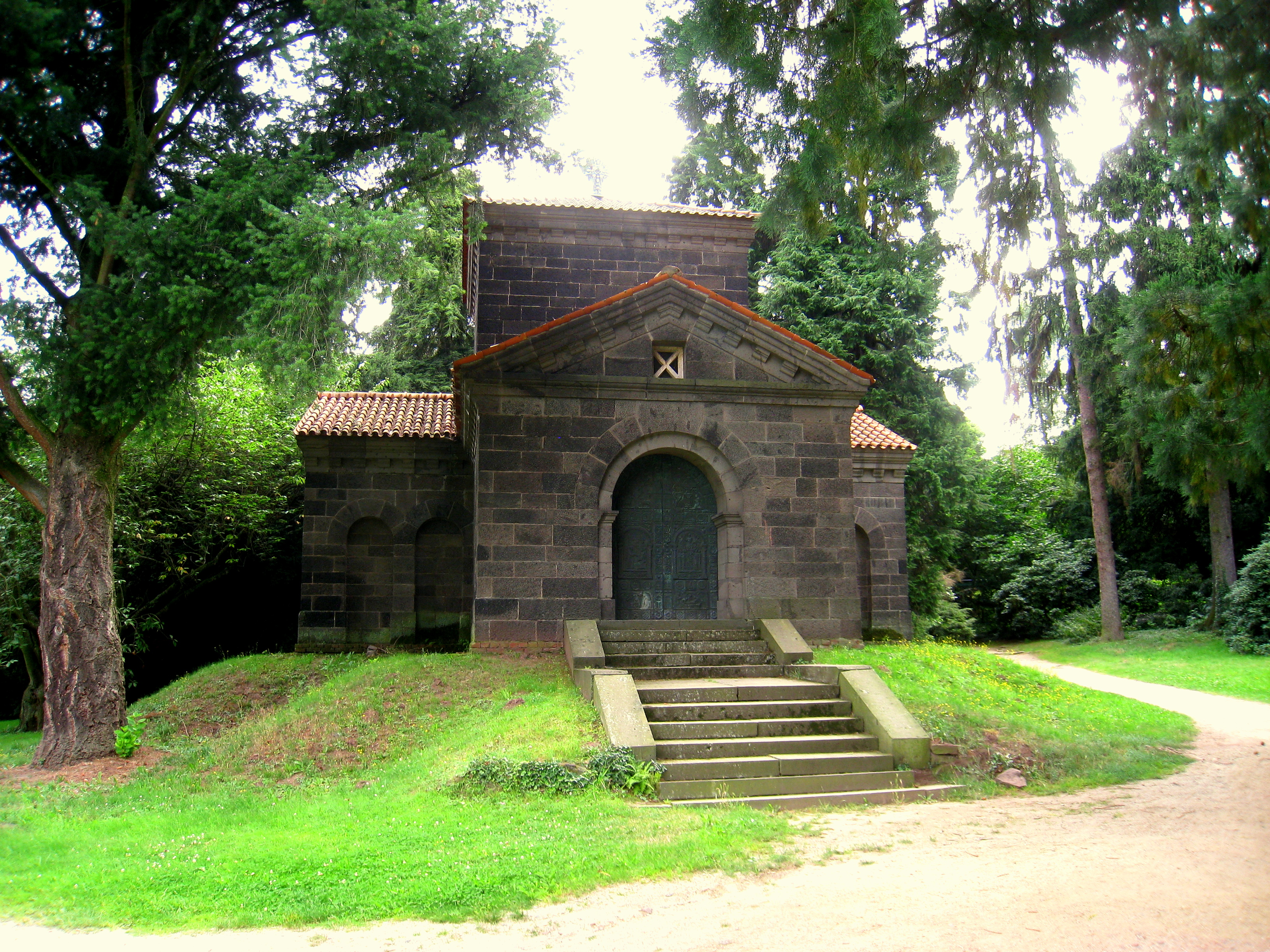
Vue du nouveau mausolée grand-ducal.
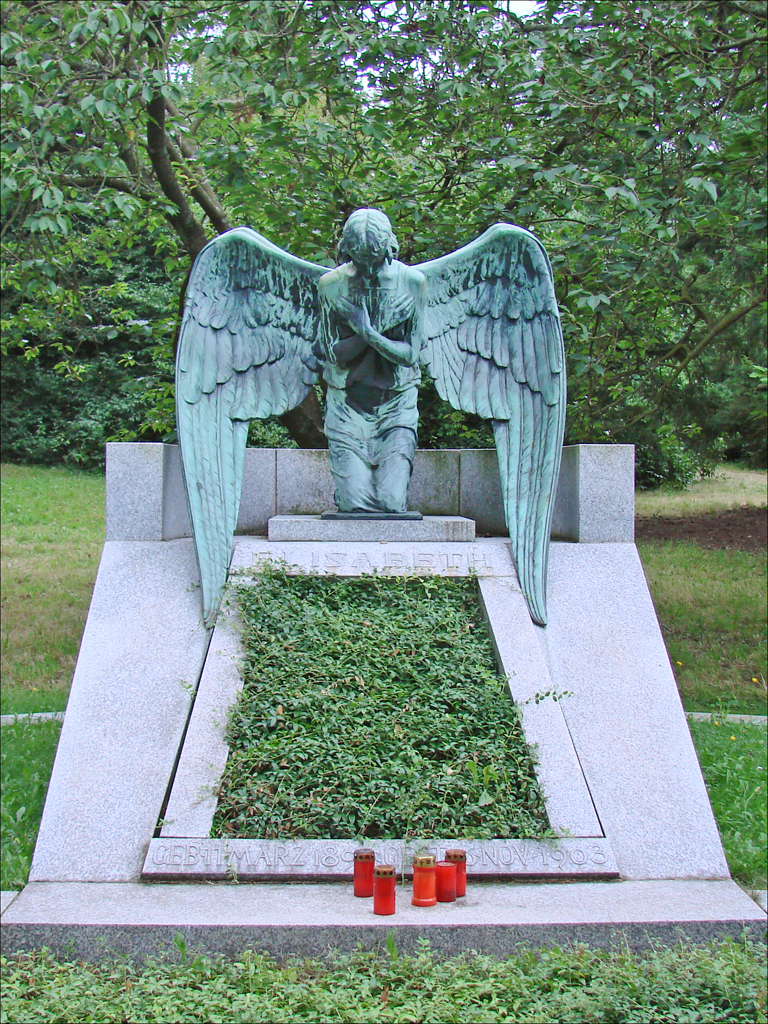
Tombe de la princesse Élisabeth.
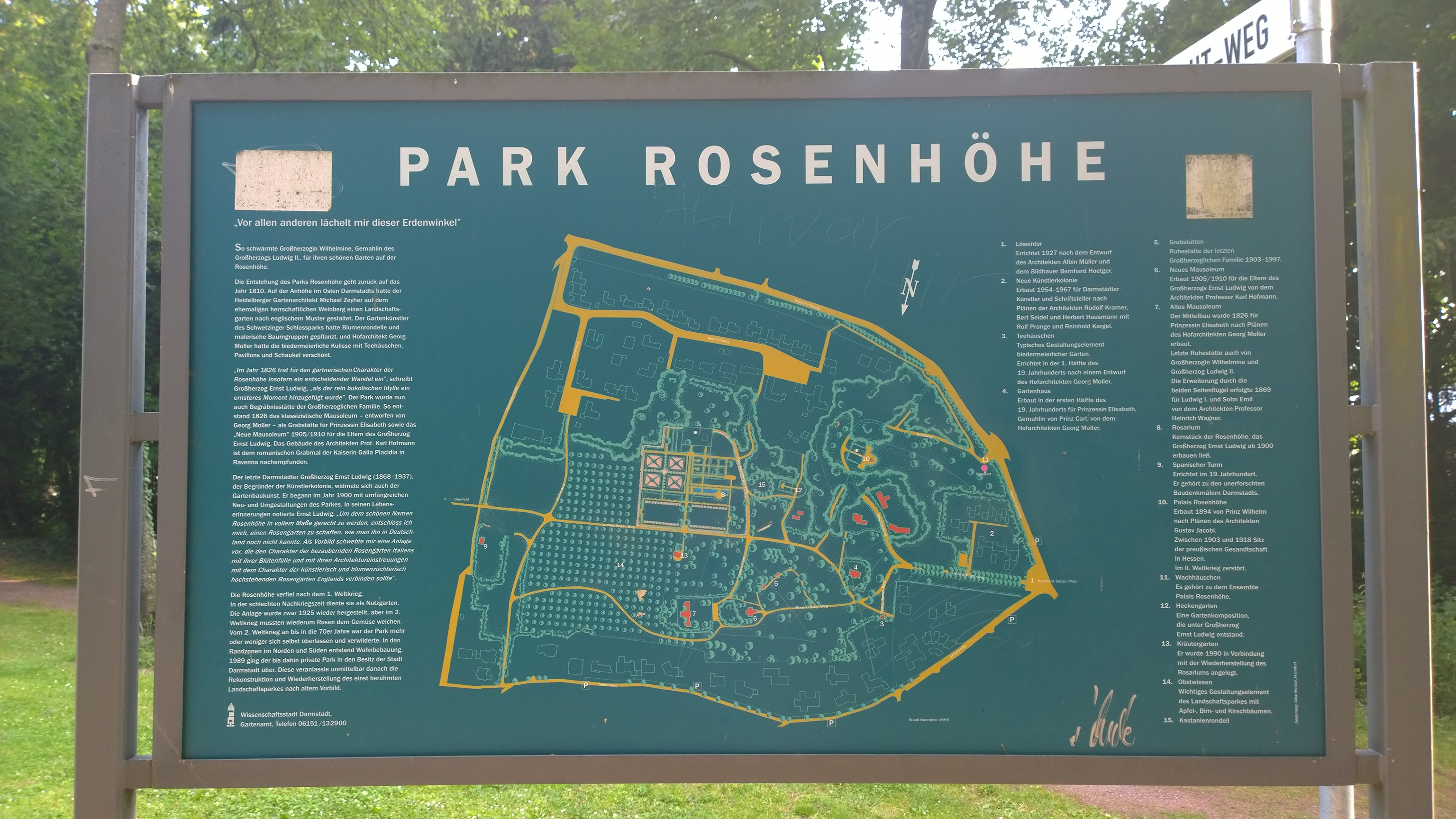
Panneau d'information sur lequel est indiqué l'emplacement des différentes tombes.